# Mănăstirea Simonos Petras

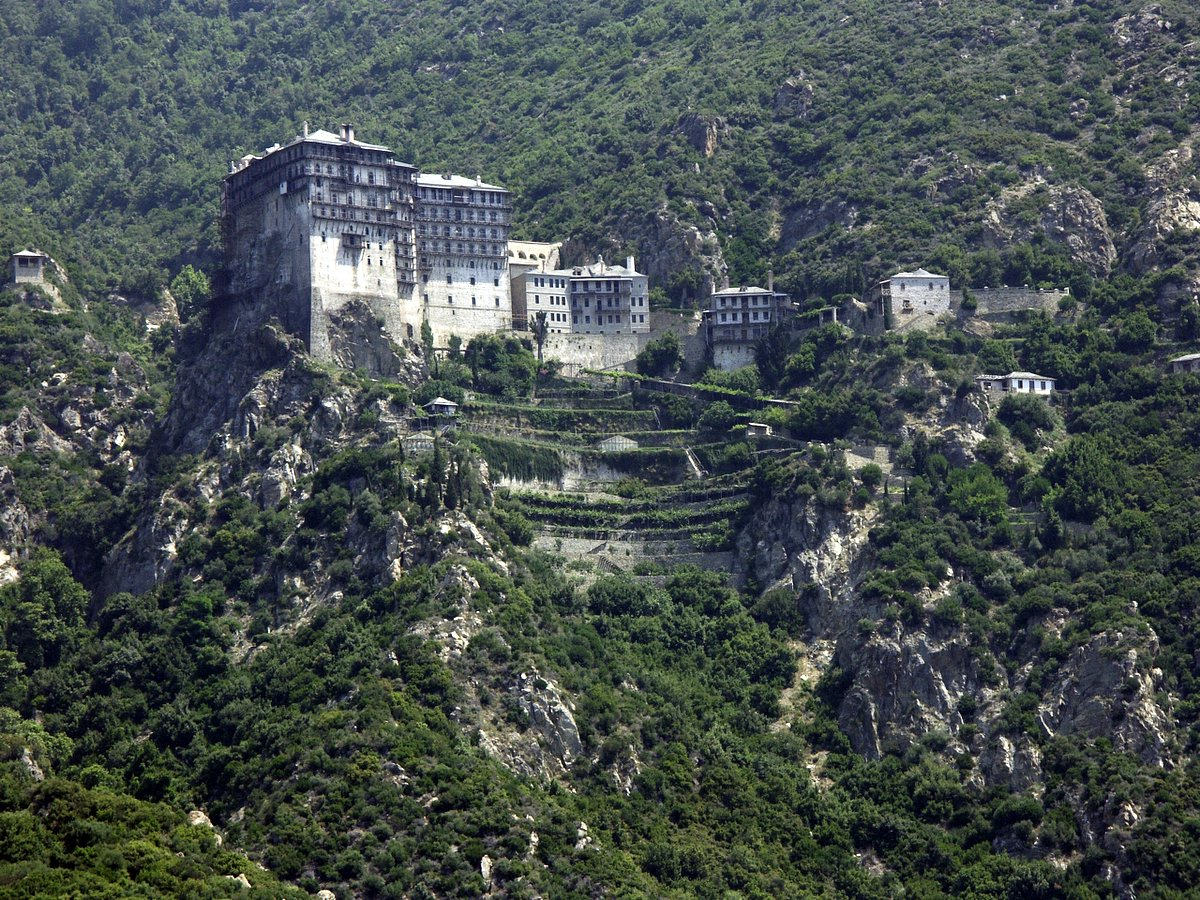
Mănăstirea Simonos Petras

Mănăstirea Simonos Petras (în greacă Σίμωνος Πέτρας) este o mănăstire de pe Muntele Athos. Mănăstirea are unul din cele mai bune coruri din Sf. Munte Athos, alături de corul sfintei mănăstiri Vatopedu.